# Sorin Simion
Sorin Simion (n. 14 iulie 1957, Urziceni – d. 5 octombrie 2011, București) a fost un scriitor român. Este autorul lucrării Povestea timpului și a filozofului menționată cu ocazia Consfătuirilor naționale ale cenaclurilor de anticipație. A publicat Poveste de apoi în Povestiri ciberrobotice.
A colaborat la Quasar, cenaclul literar de la Iași.  În revista Quasar nr. 1/1992 i-a apărut povestirea „Farul de la capătul lumii” și a tradus cu Titus Ceia povestirea „Chiar de mor visătorii” de Lester del Rey.